# Omorgus mictlensis
Omorgus mictlensis is een keversoort uit de familie beenderknagers (Trogidae). De wetenschappelijke naam van de soort is voor het eerst geldig gepubliceerd in 1995 door Deloya.